# Dietikon
Dietikon (in einheimischer Mundart: Diedike, Tietike [ˈd̥iə̯tikχə/ˈtiə̯tikχə]) ist eine politische Gemeinde und Hauptort des gleichnamigen Bezirks im Kanton Zürich in der Schweiz. Ende 2023 zählte Dietikon 28'092 Einwohner. Die Stadt wurde mit der starken wirtschaftlichen Entwicklung des Limmattals seit dem Ende des Zweiten Weltkriegs zu einer Stadt in der Agglomeration Zürich. Durch die rege Bautätigkeit wuchsen die beiden ehemals getrennten Ortschaften Dietikon Unterdorf und Dietikon Oberdorf zusammen. Einwohner von Dietikon werden Dietiker genannt. Dietikon ist nicht zu verwechseln mit der fast homophonen politischen Gemeinde Dietlikon im Bezirk Bülach östlich der Stadt Zürich.

## Geographie
Die Industriestadt Dietikon liegt westlich der Stadt Zürich auf 388 m ü. M. am Zusammenfluss von Reppisch und Limmat sowie an der Eisenbahnlinie von Zürich nach Baden. Hier und im Nachbarort Spreitenbach befindet sich auch der grosse Rangierbahnhof Limmattal. Ca. 25 % (2,3 km²) der Fläche sind Wald. Die grössten und bekanntesten heissen Honeret, Guggenbüehl und Röhrenmoos.

### Honeret
Der Honeret liegt auf einer Seitenmoräne des Linthgletschers. Es gibt darum über 200 markante Steine und bis zu 25 m² grosse Felsblöcke (Findlinge). Der Honeret und der Guggenbüehl-Wald sind nur durch eine Hauptstrasse voneinander getrennt. Im Wald gibt es einige Quellen, aus denen die Bäche Tobelbach und Stoffelbach austreten und anschliessend in die Reppisch fliessen. Im Wald liegt die Forsthütte Lorenzhütte.

### Guggenbüehl
Der Guggenbüehl liegt ganz in Dietikon. Im Wald liegt der Weiher Giigelibode. Er hat weder Zu- noch Abflüsse. Im Wald befindet sich ein Vitaparcours.

### Grien-Insel
Die Grien-Insel liegt zwischen der Limmat im Osten und einem Kanal des Kraftwerkes Dietikon (Elektrizitätswerke des Kantons Zürich) im Westen.

### Gewässer
Wichtige Gewässer, die durch Dietikon fliessen, sind die Limmat und ihr Nebenfluss Reppisch sowie der rund 6 Kilometer lange Schäflibach und der Teischlibach. Der Teischlibach entspringt im Wald Röhrenmoos oberhalb von Dietikon und mündet ebenfalls in die Limmat. Der Marmoriweiher liegt in der Grunschen, einem Spiel- und Grillplatz. Der Marmoriweiher ist ein künstlicher Weiher, der für die Löschwasserversorgung der Feuerwehr angelegt wurde. Hierfür wurde bei der Grunschen ein Ablenkungskanal gebaut. Später diente der Weiher einer Marmorfabrik. Dies gab ihm den Namen.

## Geschichte
Funde im Schächteli lassen den Schluss zu, dass die Gegend von Dietikon schon in der Jungsteinzeit (5500–2400 v. Chr.) besiedelt war. Eine Besiedelung während der Bronzezeit kann mit Gräberfunden auf dem Honeret und im ehemaligen Dorfzentrum nachgewiesen werden. Ebenso sind Gräber aus der Eisenzeit gefunden worden, die der Hallstatt- und Latènezeit zugeschrieben werden.
Ab 20 n. Chr. bis um ca. 320 n. Chr. befand sich ein grosser römischer Gutshof im Bereich des heutigen Stadtzentrums. Er lag an der Römerstrasse vom Zürichsee über Baden nach Vindonissa. Der Gutshof hatte eine Ausdehnung von ca. 200 × 600 m und war von einer Mauer umgeben. Im Südosten des Areals befand sich ein Villenbereich, dessen Ausdehnung Richtung Limmat unklar ist. Am Fluss existierte vermutlich eine Anlegestelle für Schiffe. Schliesslich wurden grosse Teile des Gutshofs von einem Feuer zerstört.
Eine Besiedelung im Frühmittelalter ist anhand von Gräbern aus dem 7. Jahrhundert nachgewiesen. Anhand der Grubenhäuser, welche sich im Bereich der katholischen Kirche befanden, wird von einer kontinuierlichen Besiedelung seit dem 10. Jahrhundert ausgegangen. In der vom Mönch Ortlieb aus Zwiefalten 1135 verfassten Chronik wird Dietikon erstmals schriftlich erwähnt. Es heisst dort, Kuno von Wülflingen habe dem von ihm gegründeten schwäbischen Kloster um 1089 in «Dietinchovin» einen Viertel des Dorfes, die Kirche, die Limmatfischenz sowie Salland, im Ganzen 12 Huben, vermacht. Der Ortsname besteht aus dem um das Suffix -ing- erweiterten althochdeutschen Personennamen Dioto und dem daran angehängten Grundwort hof im Dativ Plural (*Diotinc-hovun > Dietikon) und bedeutet etwa «bei den Höfen der Sippe des Dioto».
Zwiefalten verkaufte seinen Besitz in Dietikon schon 1096 der Gattin des Grafen Otto II. von Habsburg. Die Habsburger besassen vorerst das ganze Dorf (Unter- und Oberdorf). Auch nachdem sie ihren Besitz im Unterdorf und in Schlieren 1259 für 540 Mark dem Kloster Wettingen verkauft hatten, behielten sie die Grafschaftsrechte (Hochgericht), den Zoll, das Patronat und die Vogtei der Kirche. Als Dienstherren der Habsburger bezogen die Ritter zu Schönenwerd die an der Limmat gelegene Burg Schönenwerd. Sie übten auch nach dem Verkauf Dietikons die Vogteirechte über das Oberdorf aus, das damals als eigene Vogtei galt. Dem Kloster Wettingen gelang es aber nach und nach, den verarmten Rittern ihre Besitztümer abzukaufen. 1367 gelangten auch die Vogteirechte über beide Dörfer an das Kloster, so dass von einer Herrschaft Dietikon gesprochen werden kann. Das Kloster prägte in der Folge das Dorf. (Erst nach der Reformation machte sich langsam ein Einfluss Zürichs bemerkbar.)
Mit der Eroberung des Aargaus entrissen die Eidgenossen den Habsburgern 1415 die Grafschaftsrechte und damit das Hochgericht. Bis 1798 war die Grafschaft Baden dann gemeinsames Untertanengebiet (Gemeine Herrschaft) von acht Kantonen, nach 1712 nur noch von Zürich, Bern und Glarus. Nach dem Sturz des Ancien Régimes und der Gründung der Helvetischen Republik entstand am 11. April 1798 der Kanton Baden, zu dem auch Dietikon gehörte.

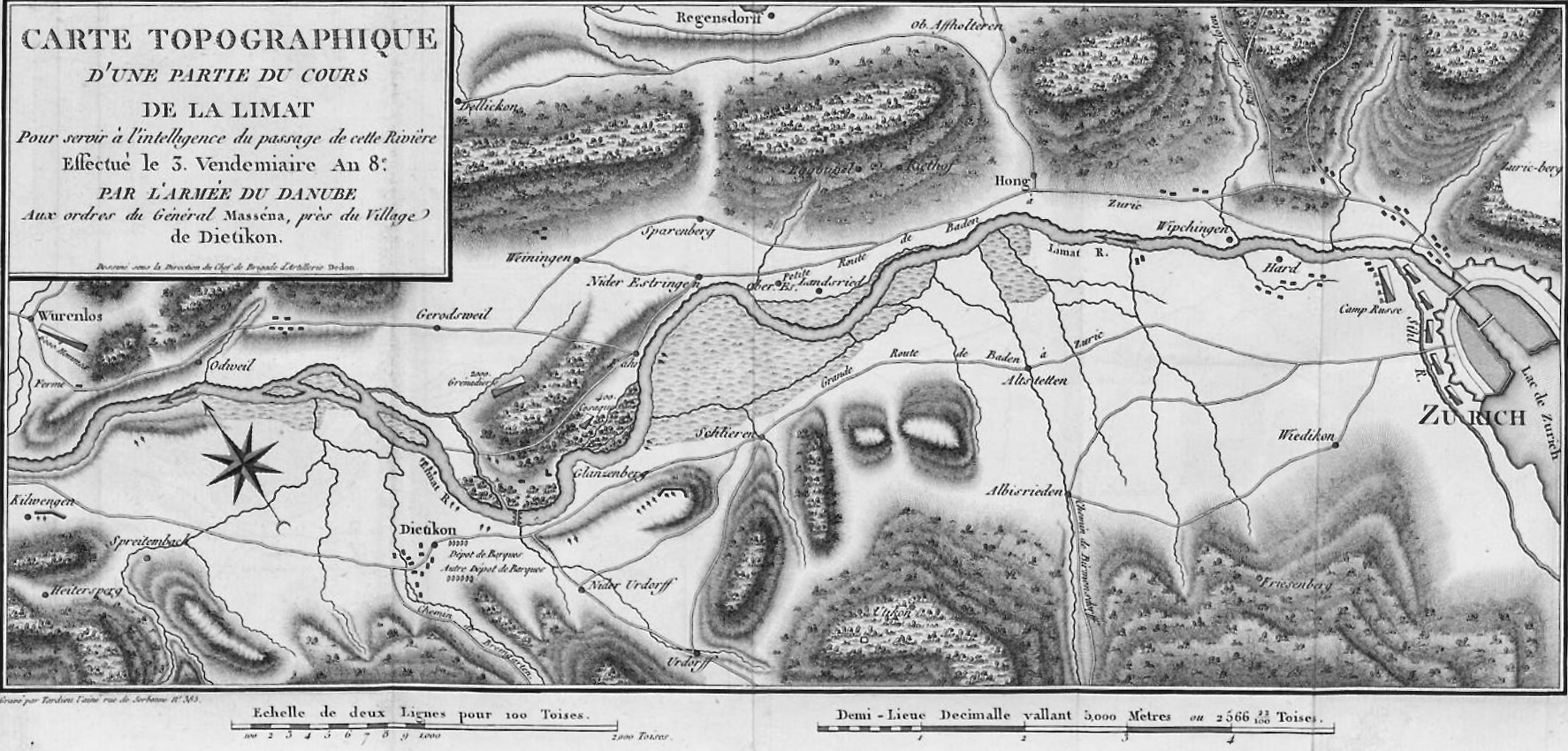
Limmatübergang Massenas bei Dietikon, 25. September 1799

Am 25. September 1799 war der Ort Schauplatz des Limmatübergangs der Franzosen unter Massena, der diesem den Sieg über die Russen in der Zweiten Schlacht bei Zürich ermöglichte. Deshalb ist der Name Dietikon auf dem Arc de Triomphe in Paris verewigt. Als Bonaparte am 10. März 1803 die Helvetische Republik auflöste, kam Dietikon zum Kanton Zürich.
Zwischen 1815 und 1832 gehörte die Gemeinde zum Oberamt Zürich, ab 1832 zum Bezirk Zürich. Als Rechtsnachfolger des säkularisierten Klosters Wettingen verkaufte der Kanton Aargau den Kirchenschatz in Dietikon 1838 dem Kanton Zürich.
Zu Beginn des Zweiten Weltkriegs, als man einen deutschen Angriff an der Limmatlinie aufhalten wollte, wurde der Ortskern zur sogenannten Festung Dietikon ausgebaut. General Guisan inspizierte diese 1940 mehrmals. Das Zentralschulhaus diente als Mobilisationsplatz. Es war umgeben von Verteidigungsmauern und Bunkern. Soldaten wurden einquartiert, auf dem Pausenplatz fanden Wachtablösungen und Hauptverlesen statt. Teile der Befestigungsanlagen blieben erhalten, darunter auch zwei längere Stücke der Mauer mitten in der Stadt.
Am 1. Juli 1989 spaltete man den Bezirk Dietikon vom Bezirk Zürich ab und machte Dietikon zum Bezirkshauptort.

## Wappen
Blasonierung:
In Blau ein senkrechter, oben und unten in eine Lilie endigender silberner Stab
Das Wappen ist 1693 als Zeichen der Abtei Wettingen belegt. Die Einführung als Gemeindewappen datiert auf 1926.

## Unternehmen
National und regional erfolgreiche Unternehmen wie Dosenbach-Ochsner, Planzer Transport, Walo Bertschinger, Metzler Orgelbau, Pestalozzi Stahltechnik, Graphax, Highstep Systems, Ex Libris und auch die Limmattaler Zeitung stammen aus Dietikon. Rapid ist in der Maschinenindustrie und im Immobilienbereich tätig und stellt vor allem Fahrzeuge für die Landwirtschaft her. Coop.ch ist mit einem Verteilzentrum ansässig.

## Bevölkerung
| Bevölkerungsentwicklung | Bevölkerungsentwicklung |
| Jahr                    | Einwohner               |
| ----------------------- | ----------------------- |
| 1779                    | 686                     |
| 1836                    | 1'025                   |
| 1850                    | 1'292                   |
| 1900                    | 2'613                   |
| 1910                    | 4'493                   |
| 1950                    | 7'358                   |
| 1960                    | 14'758                  |
| 1970                    | 22'391                  |
| 1980                    | 22'297                  |
| 1990                    | 21'130                  |
| 2000                    | 21'089                  |
| 2002                    | 21'743                  |
| 2003                    | 21'904                  |
| 2004                    | 21'822                  |
| 2007                    | 22'497                  |
| 2009                    | 23'106                  |
| 2018                    | 27'146                  |
| 2019                    | 27'661                  |
| 2022                    | 28'162                  |
| 2023                    | 28'092                  |

In Dietikon leben 28'092 Personen (Stand 31. Dezember 2023). 48,5 Prozent der in Dietikon gemeldeten Einwohner, das sind 13'627 Personen, besitzen keinen Schweizer Pass.
2023 waren 15,8 Prozent der Einwohner jünger als 15 Jahre und 4,5 Prozent der Einwohner Jugendliche, also zwischen 15 und 19 Jahren. Zwischen 20 und 64 Jahren sind rund 64,4 Prozent der Einwohner. Älter als 64 Jahre waren 15,3 Prozent der Einwohner.

### Sprachen und Soziales
Die Amts- und Verkehrssprache ist Deutsch, die im alltäglichen Umgang überwiegend als Zürichdeutsch gesprochen wird.
2023 waren laut dem Statistischen Amt des Kantons Zürich 396 Personen in Dietikon als arbeitslos gemeldet. Das entspricht einer Arbeitslosenquote von 2 Prozent. Der Frauenanteil in Dietikon betrug im Jahre 2023 49,1 Prozent.

### Religionen und Konfessionen
Die römisch-katholische Konfession ist mit 27,8 Prozent die grösste Religionsgruppe, an zweiter Stelle folgt die evangelisch-reformierte Kirche mit 11,5 Prozent. 60,7 % haben eine andere oder keine Konfessionszugehörigkeit (Stand 2022).
In Dietikon gibt es sechs christliche Gemeinschaften:
- Die römisch-katholische Kirche St. Agatha steht beim Bahnhof. Erbaut wurde sie von 1925 bis 1927 durch den bekannten Architekten Adolf Gaudy. Ihr Vorgängerbau war die paritätisch genutzte mittelalterliche Kirche.
- Die Kirche St. Josef ist die zweite römisch-katholische Kirche von Dietikon und befindet sich im Osten an der Urdorferstrasse. Geweiht wurde die 1968 errichtete Kirche dem hl. Josef.
- Die reformierte Kirche wurde nach der Beendigung der paritätischen Nutzung der mittelalterlichen Kirche im Jahr 1925 an der Sonneggstrasse erbaut.
- An der Austrasse steht die Neuapostolische Kirche.
- Das christliche Zentrum Silbern gehört zur Pfingstbewegung und befindet sich an der Riedstrasse.
- Die BewegungPlus Dietikon befindet sich an der Bremgartnerstrasse.

Ein starkes Wachstum in Dietikon verzeichnet die islamische Gemeinschaft: Die Anzahl der Muslime stieg auf 12,2 Prozent an. Immer mehr Personen in Dietikon bezeichnen sich als konfessionslos; der Anteil der Konfessionslosen (9,4 Prozent) und derjenigen ohne Angabe einer Konfession (4,6 Prozent) war im Jahr 2000 zusammen bei 14 Prozent.

## Sehenswürdigkeiten
An der Limmat befindet sich die Ruinen der Wasserburg Schönenwerd.
Die römisch-katholische Kirche St. Agatha, die zwischen 1925 und 1927 nach den Plänen von Adolf Gaudy erbaut wurde, ist das sichtbarste Bauwerk des heutigen Stadtzentrums. Hinter ihr befindet sich das katholische Pfarrhaus (Bahnhofplatz 3A), das 1833 erbaut wurde. Die reformierte Kirche wurde abseits des Dorfkerns erbaut. Sie liegt an der Kirchhalde und wurde zwischen 1924 und 1925 nach den Plänen von Emil Schäfer erbaut. Vorher gab es in Dietikon eine paritätische Kirche, die Kirche St. Ulrich und St. Agatha, die dann abgebrochen wurde.
Grosser Beliebtheit erfreut sich auch der Bruno Weber Park bei der Stadthalle Dietikon, und als neues Wahrzeichen von Dietikon hat sich im Limmatfeld der 80 Meter hohe Limmat Tower etabliert. Er wurde 2015 fertiggestellt.
Das Ortsmuseum Dietikon besteht seit 1958.
Ausserhalb
Das aus dem 12. Jahrhundert stammende Benediktinerinnenkloster Fahr ist eine Enklave des Kantons Aargau und besitzt eine sehenswerte Klosterkirche aus den Jahren 1743 bis 1746

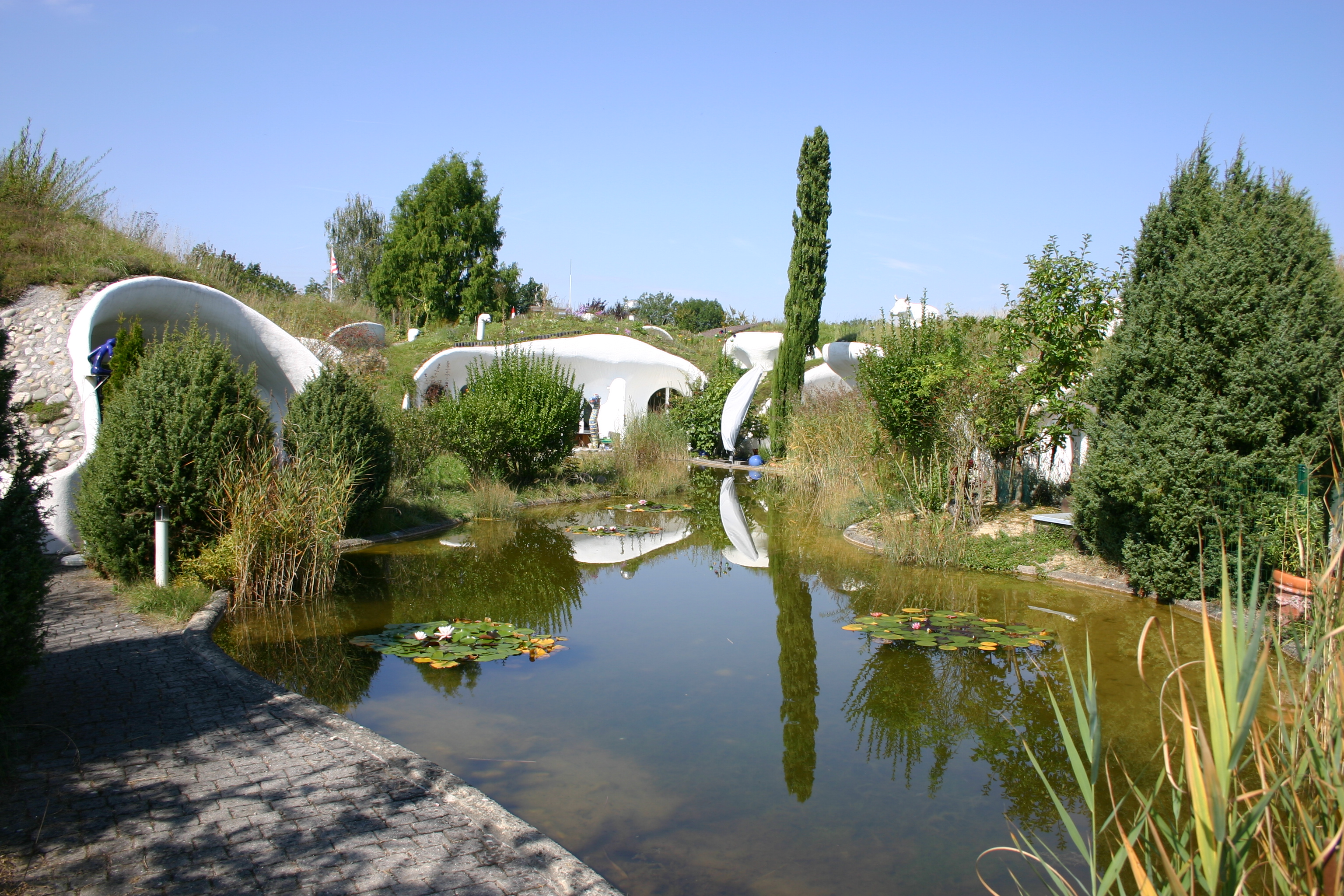
Erdhaussiedlung Lättenstrasse von Peter Vetsch
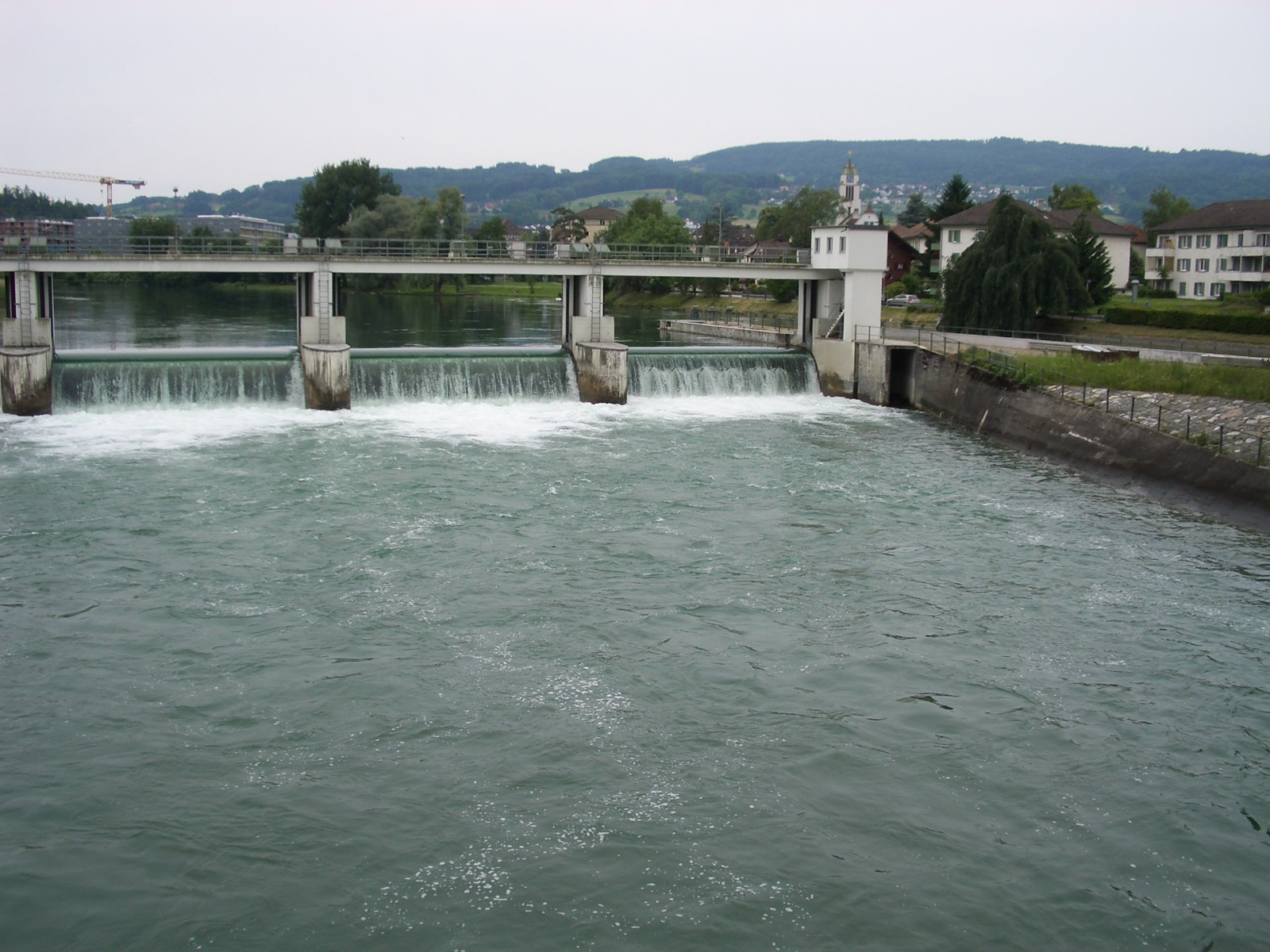
Limmatwehr
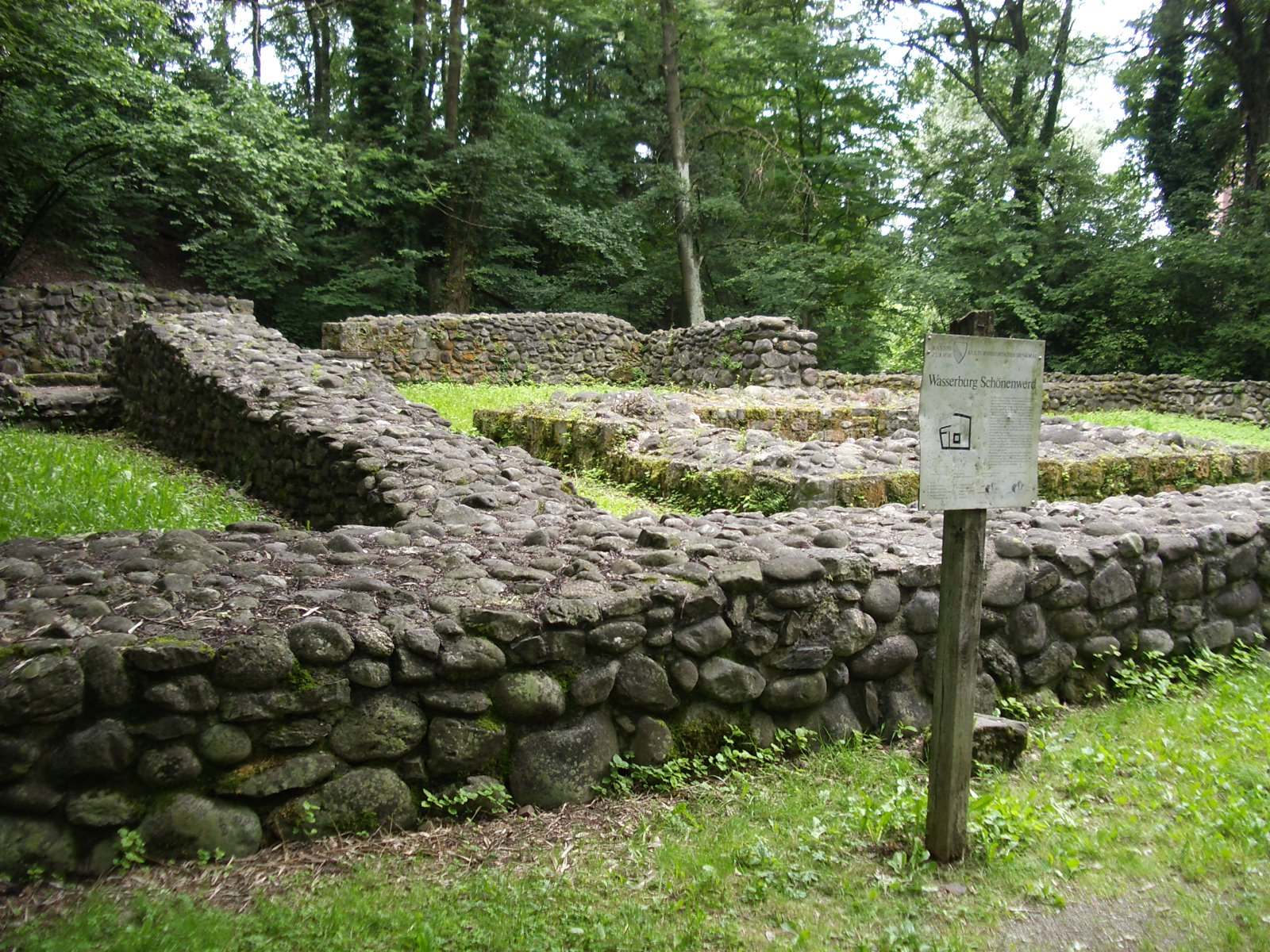
Wasserburg Schönenwerd 12. Jh.
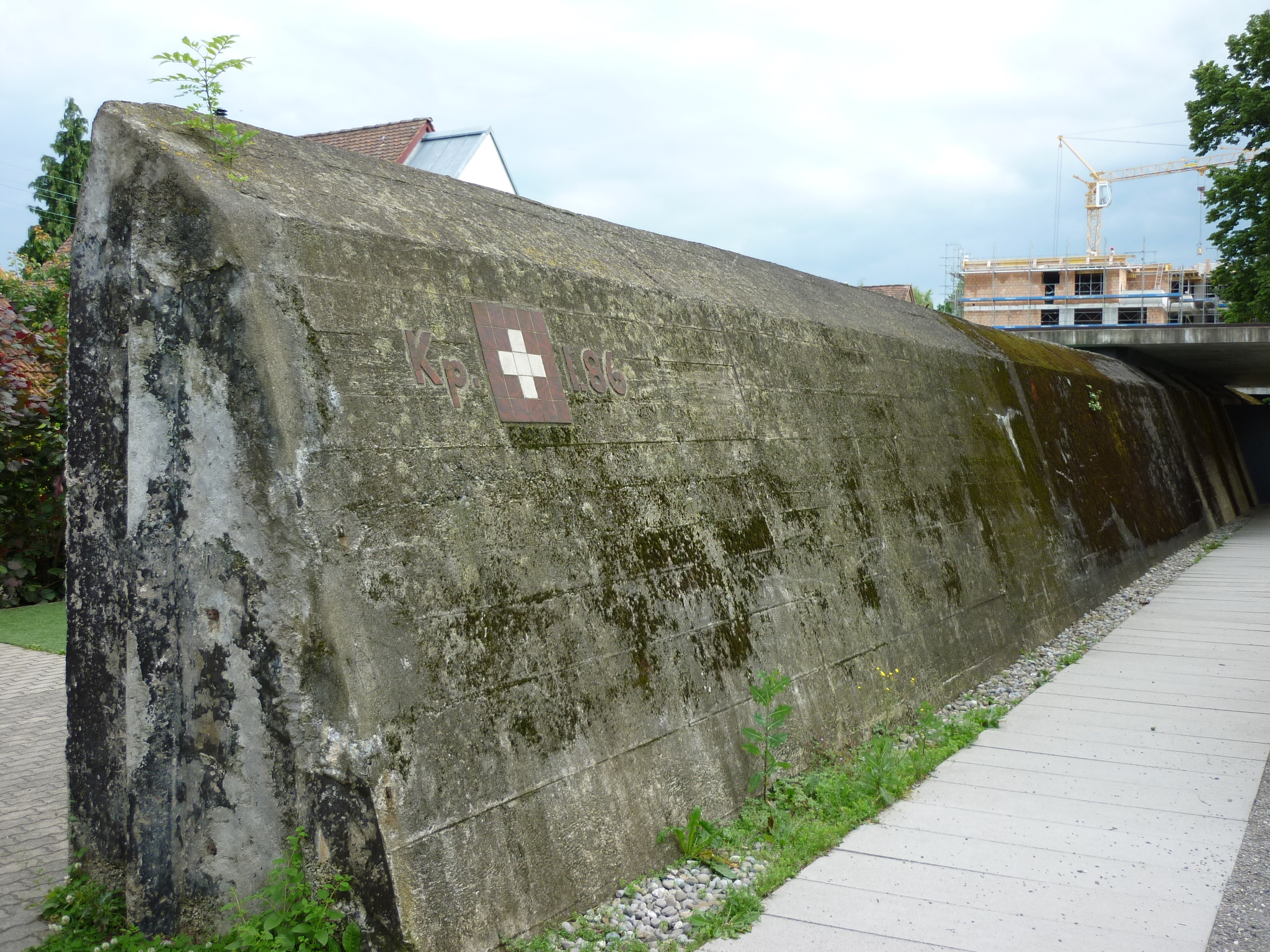
Festung Dietikon 1939/40
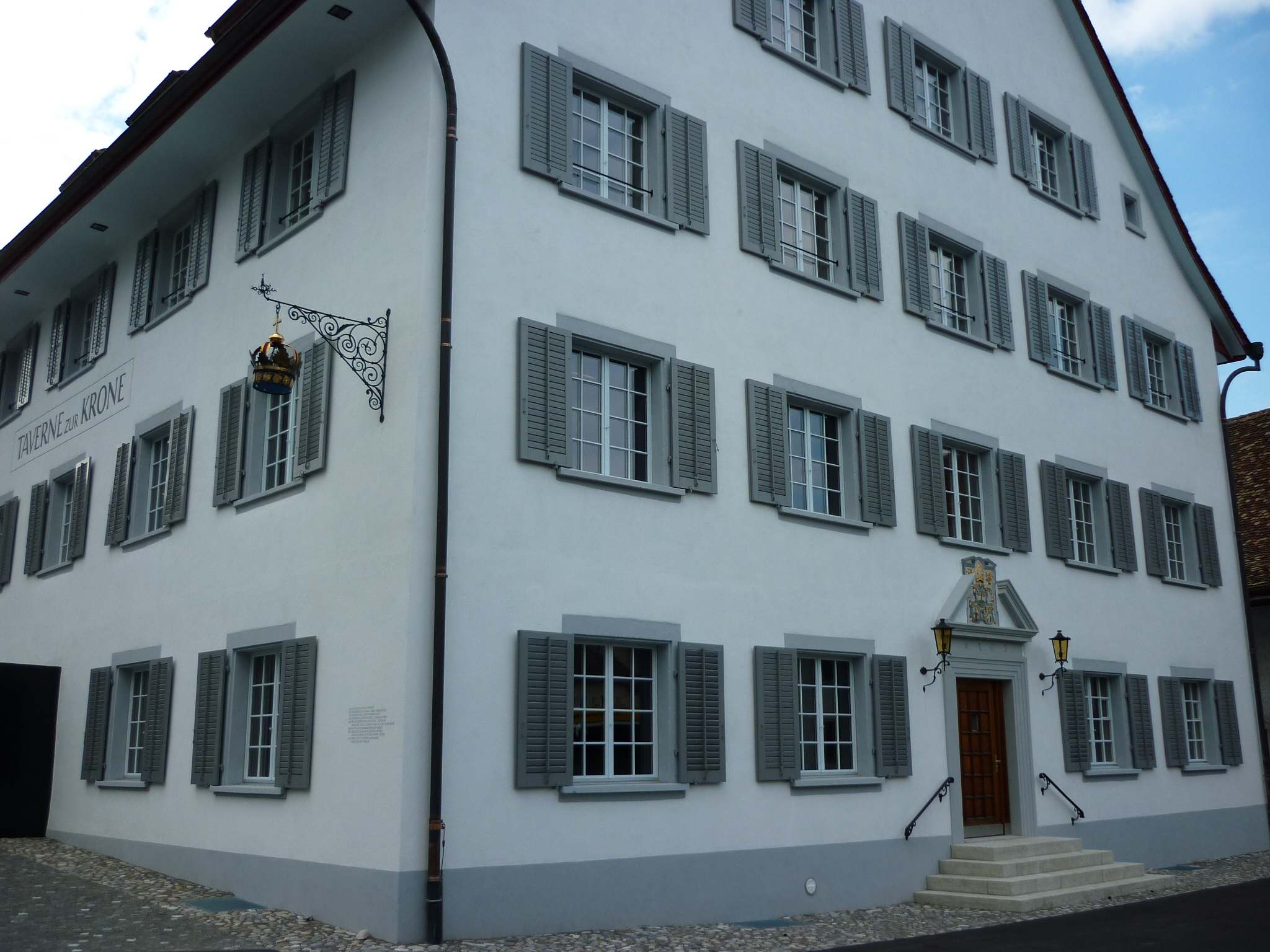
Taverne zur Krone, 1259 erstmals erwähnt
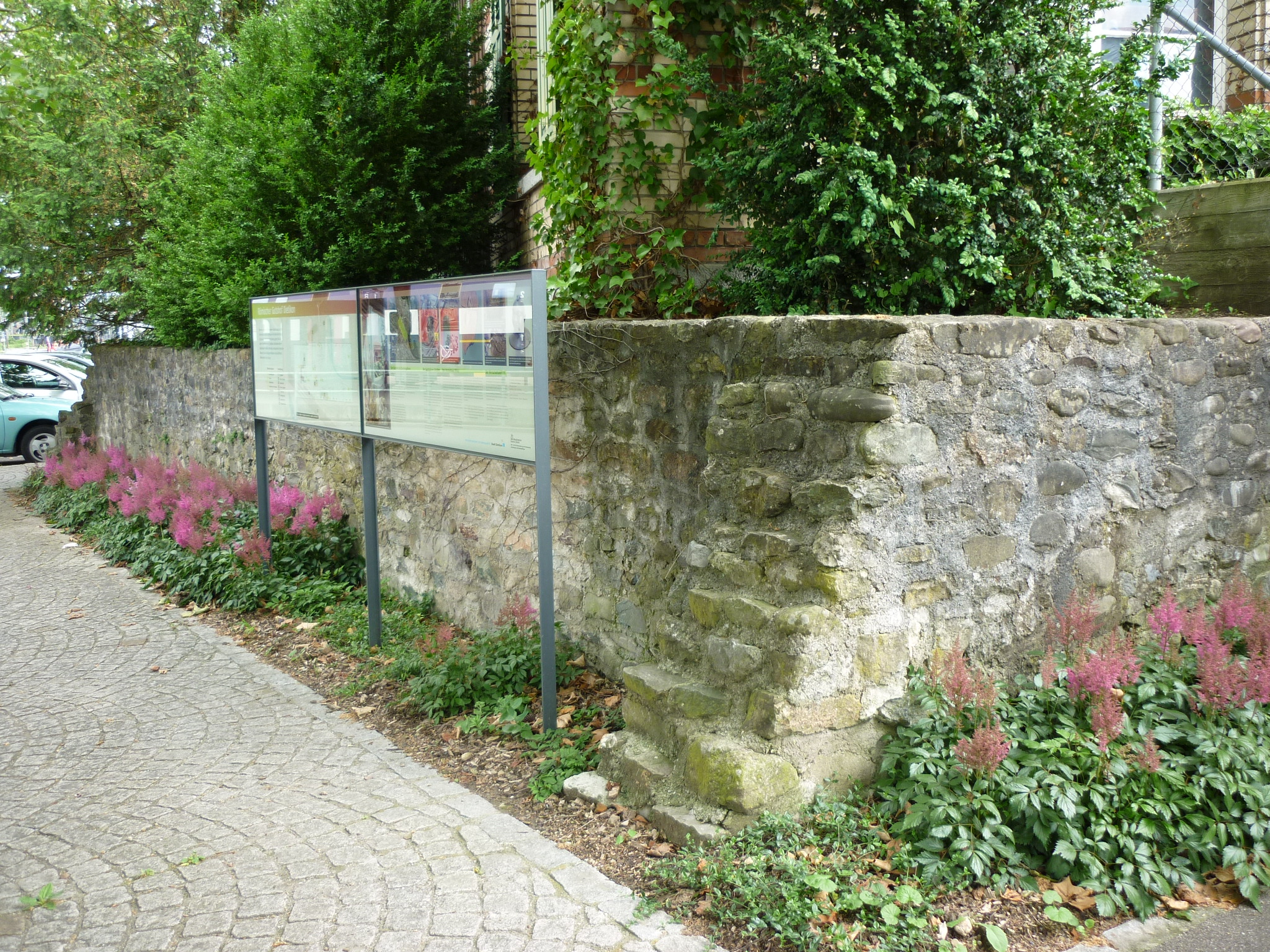
Römischer Gutshof mit einer Fläche von 13 ha
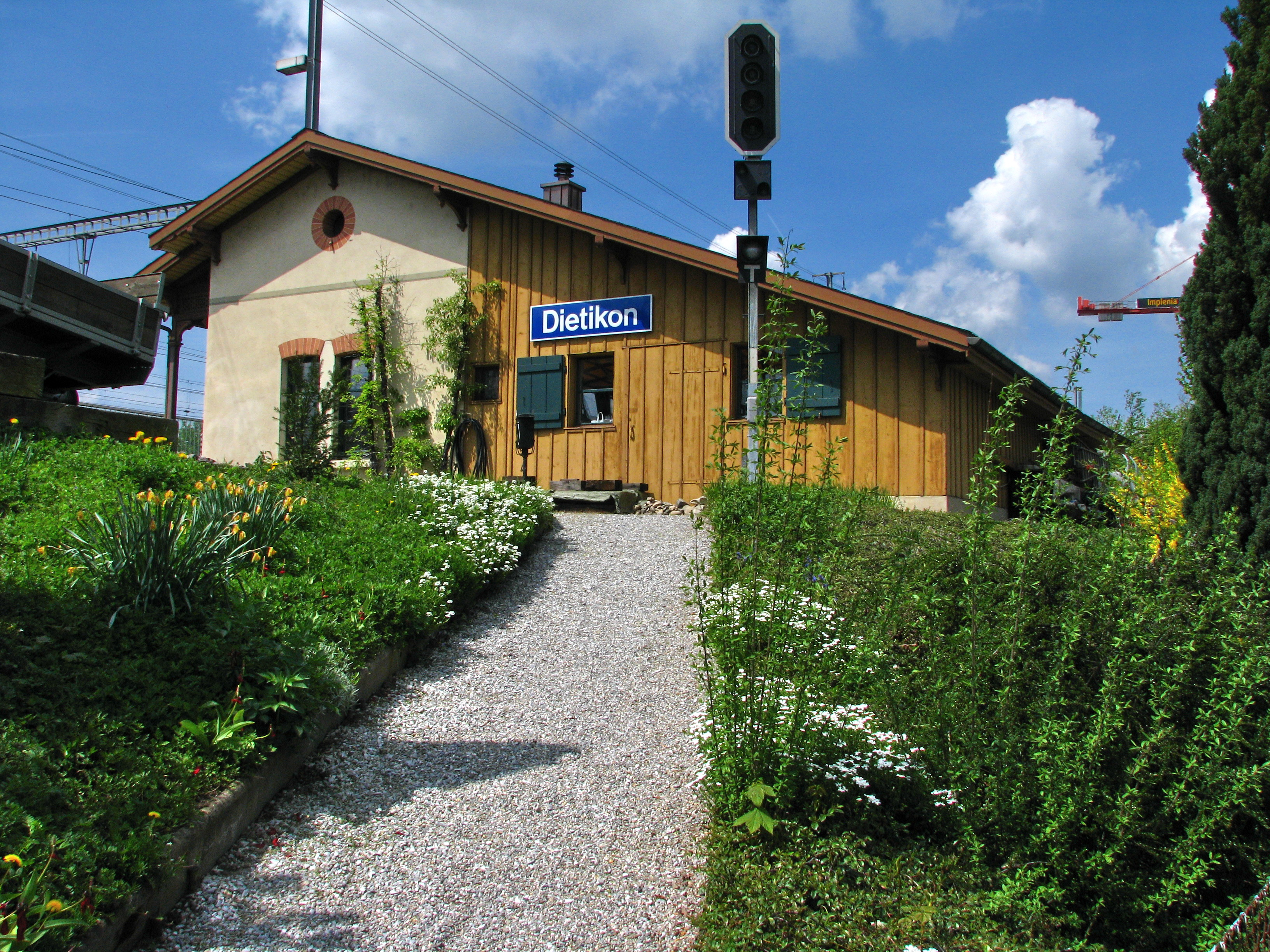
Stationsgebäude Dietikon der Spanisch-Brötli-Bahn von 1847, heute Clubheim des Modelbahnclub-Dietikon
Dietikon, Luftbild von 1919, aufgenommen aus 300 Metern Höhe von Walter Mittelholzer
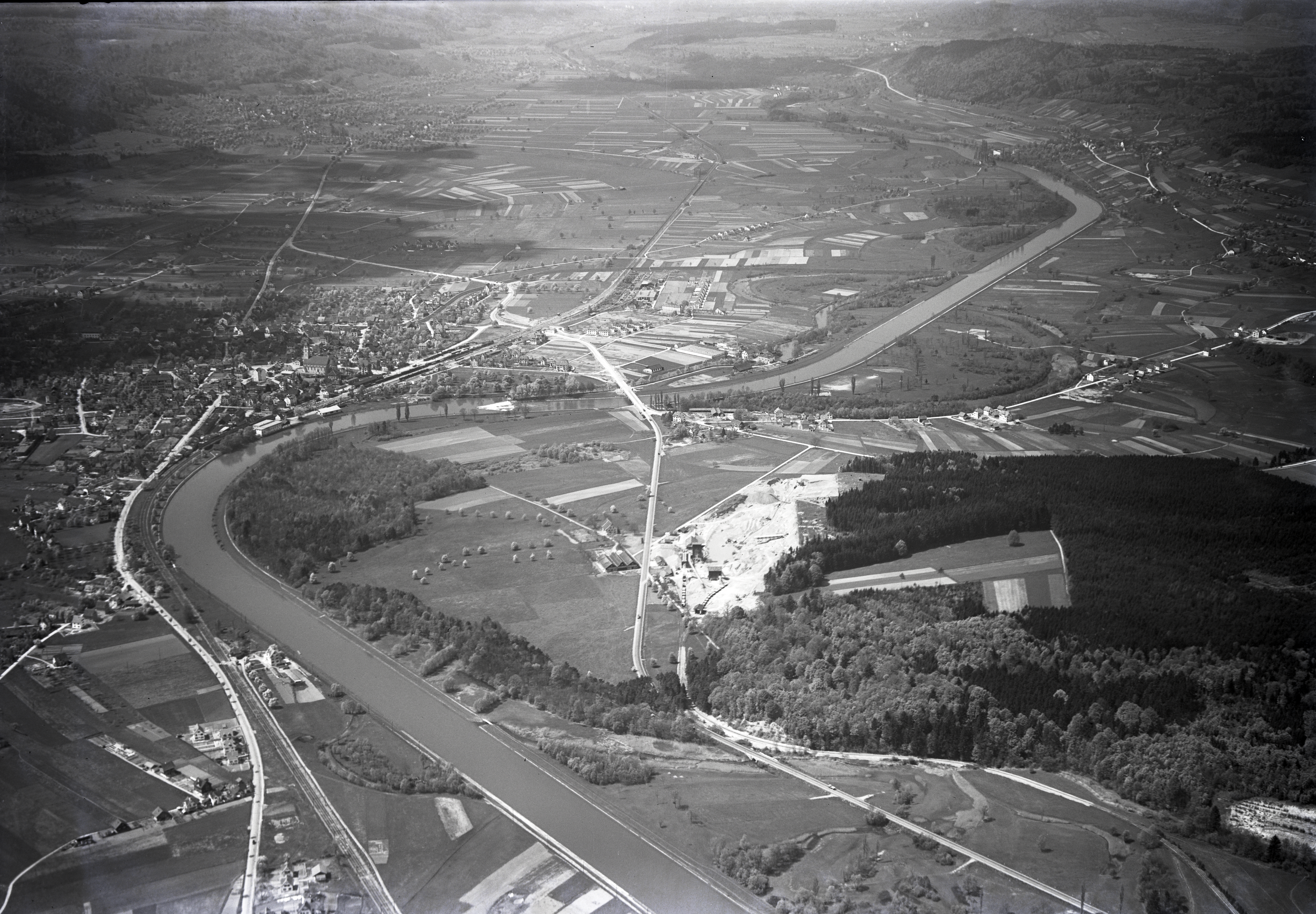
Dietikon und Limmattal, Luftbild von 1930, aufgenommen von Walter Mittelholzer

## Verkehr
Seit dem Mittelalter führt die Strasse von Zürich nach Baden durch den Ortsteil Dietikon-Unterdorf. Sie folgt, soweit rekonstruierbar, der alten Römerstrasse und überquert wie diese hier die Reppisch. Zwischen 1840 und 1841 wurde die Hauptstrasse über den Mutschellen erbaut, die von Zürich nach Bremgarten führt.
Seit 1847 besitzt die Gemeinde den Bahnhof Dietikon, wobei das erste Bahnhofsgebäude von 1847 erhalten geblieben ist. Mit der Eröffnung der Bremgarten-Dietikon-Bahn (BD) wurde dieser zu einem Umsteigebahnhof. Ausserdem gehört der Bahnhof Glanzenberg zur Stadt Dietikon, an dem ebenfalls die Zürcher S-Bahn hält. Zudem gibt es an der BD der Aargau Verkehr weitere vier Zughaltepunkte: Schöneggstrasse, Bergfrieden, Stoffelbach und Reppischhof. Mit der Eröffnung der Autobahn A1 1970 wurde auch der Vollanschluss Dietikon erstellt. Der regionale Busverkehr wird von der Gesellschaft Limmat Bus durchgeführt.
Zusammen mit der Zürcher S-Bahn der 2. Generation soll ein neuer Bahnhof im Industriegebiet Silbern gebaut werden. Dort wurde im Mai 2019 der bisher grösste Tesla-Standort der Schweiz, mit 24 Tesla Superchargern sowie einer Lounge, u. a. mit Getränkeautomat, Verpflegungsautomat und Spielkonsole, eröffnet.

## Politik
- AL: 1
- Grüne: 3
- SP: 7
- Free Gaza: 1
- GLP: 3
- EVP: 2
- Mitte: 6
- FDP: 4
- SVP: 9

Stadtpräsident ist seit 2018 Roger Bachmann (SVP).
Die Legislative ist der Gemeinderat mit 36 Sitzen. Die Grafik rechts zeigt die Sitzverteilung nach der Wahl vom 13. Februar 2022.
Bei den Nationalratswahlen 2023 betrugen die Wähleranteile in Dietikon: SVP 30,57 % (−2,09), SP 19,65 % (+1,69), Mitte 13,00 % (+1,51), glp 9,49 % (−0,94), FDP 8,65 % (−0,69), Grüne 7,54 % (−3,11), EVP 3,36 % (−0,62), FGA 1,05 (+0,02), EDU 0,85 (+0,14).

## Städtepartnerschaften
- Kolín, Tschechien
- Braggio, Kanton Graubünden
- Renens, Kanton Waadt

## Persönlichkeiten
- Eseosa Aigbogun (* 1993), schweizerisch-nigerianische Fussballspielerin
- Pasquale Aleardi (* 1971), Schauspieler
- Ariane Braml (1969–2021), Lyrikerin
- Hans Foletti (1928–2015), Jazzmusiker
- Karl Frehsner, genannt eiserner Karl (* 1939), Skitrainer
- Rosmarie Frehsner (* 1942), ehemalige Kantonsrätin (SVP)
- Theodor Frey (1842–1912), Unternehmer und liberaler Politiker
- Alfred Walter Glogg (1896–1953), Journalist
- Nikolaus Göldlin von Tiefenau (1625–1686), Pfarrer, Abt von Tennenbach und Wettingen
- Jörg Hamburger (1935–2014), Schweizer Grafikdesigner, Typograf, Plakatgestalter und Lehrer
- Theo Hitzig, eigentlich Peter Winkler-Payot (* 1968), Komiker (Lapsus)
- Rahel Kiwic (* 1991), Schweizer Fussballspielerin
- Otto Müller (* 1953), Stadtpräsident 2006–2018 (FDP)
- Yves Müller (* 1989), Eishockeyspieler
- Hanspeter Müller-Drossaart (* 1955), Schauspieler
- Fintan Mundwiler (1835–1898), schweizerisch-amerikanischer Benediktinerabt
- Markus Notter (* 1960), ehemaliger Stadtpräsident und Regierungsrat (SP) Kanton Zürich
- Dieter Pestalozzi, Unternehmer, Firmenbesitzer
- Jeanne Pestalozzi, Präsidentin Reformiertes Hilfswerk Brot für alle
- Peter Schweri (1939–2016), Schweizer Kunstmaler, Zeichner und Objektkünstler
- Thomas Bernhard Seiler (* 1925), Psychologe und Hochschullehrer
- Rolf Steiner (* 1952), Kantonsrat (SP), Präsident des Kantonsrates (2016/17)
- Dr. Hans Peter Trutmann, (1939–2024), Stadthistoriker
- Bruno Weber (1931–2011), Künstler, Architekt und Bildhauer
- Josef Wiederkehr (* 1970), Unternehmer und ehemaliger Kantonsrat (CVP)
- Peter Wiederkehr (* 1938), ehemaliger Regierungsrat Kanton Zürich (CVP)
- Xen (* 1990), Rapper
- Tim Mock (* 1997), Unihockeyspieler